# Gábor Talmácsi
Gábor Talmácsi (Budapeste, 28 de maio de 1981) é um motociclista que disputa o mundial das 125 cilindradas pela MVA Master Aspar team.